# Túpac Yupanqui

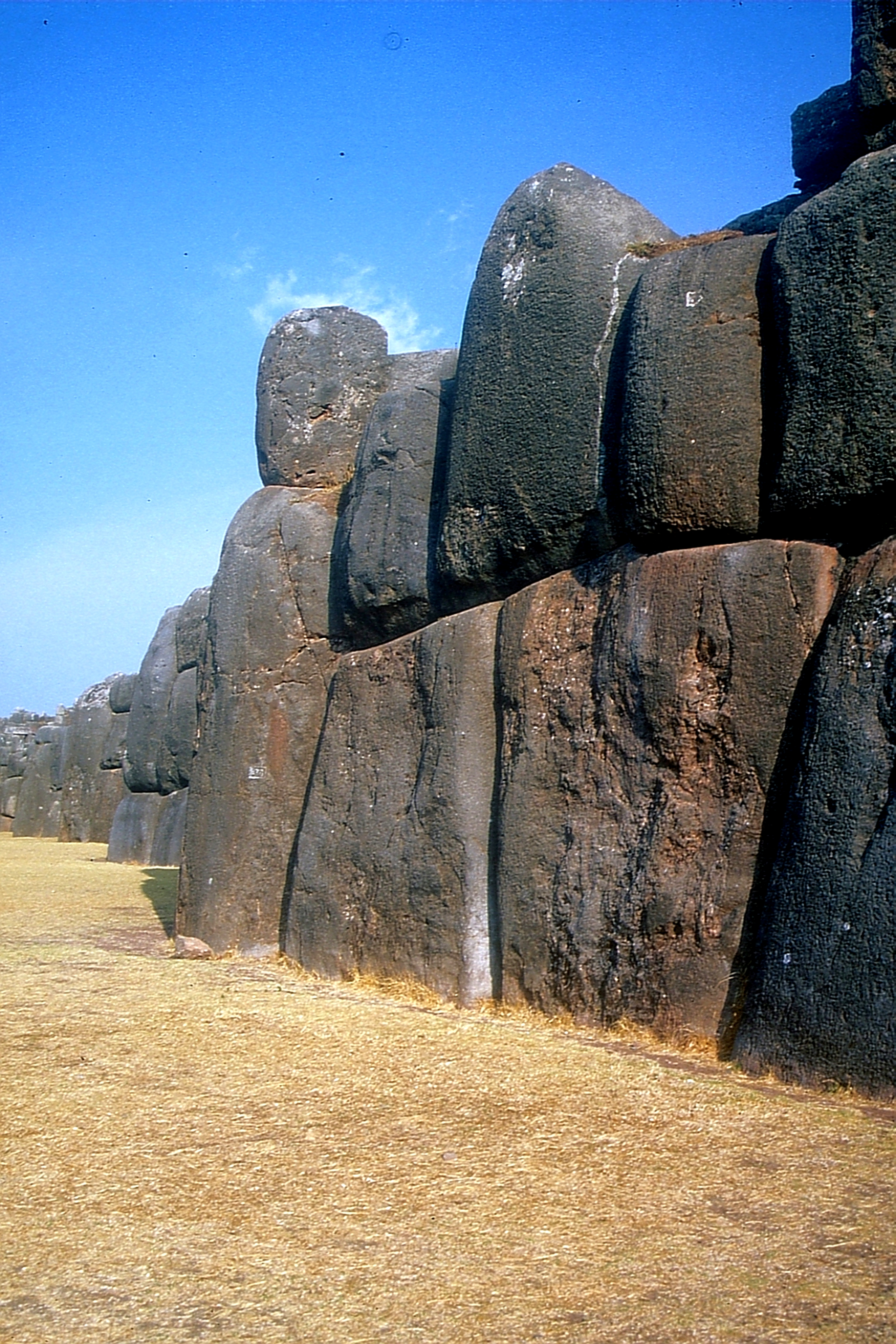
Mur de la fortalesa de Sacsayhuamán, acabada de construir durant l'incanat de Túpac Yupanqui

Túpac Yupanqui fou el desè inca del Regne del Cusco. Governà al segle xv. Va ser auqui-inca ('inca associat') amb el seu pare, Pachacútec, fins a la seva mort, amb la qual acabà aconseguint l'incanat. Va dur a terme moltes i exitoses campanyes de conquesta des d'abans de la seva coronació. Com a administrador de l'imperi, també va destacar la seva capacitat d'organització, millorant els serveis estatals, el crèdit, l'activitat pública i privada, a més a més d'una també reeixida tasca d'assimilació cultural dels distints pobles sotmesos. L'obra cimera de Túpac Yupanqui va ser la fortalesa de Sacsayhuamán, que encara avui dia es conserva.